# بنجامين إل. فيرتشايلد
بنجامين إل. فيرتشايلد هو محامي وسياسي أمريكي، ولد في 5 يناير 1863، وتوفي في 25 أكتوبر 1946. نشط حزبياً في الحزب الجمهوري. وقد انتخب عضو مجلس النواب الأمريكي ‏.